# Senna fruticosa
Senna fruticosa är en ärtväxtart som först beskrevs av Philip Miller, och fick sitt nu gällande namn av Howard Samuel Irwin och Rupert Charles Barneby. Senna fruticosa ingår i släktet sennor, och familjen ärtväxter. Inga underarter finns listade i Catalogue of Life.